# Eclipse lunar de 18 de outubro de 2013
| Eclipse Lunar Penumbral 18 de outubro de 2013 | Eclipse Lunar Penumbral 18 de outubro de 2013 |
| --- | --------------------------------------------- |
| Ficheiro:Lunar Penumbral Eclipse Composite.2013-10-18(2).jpg · Máximo do eclipse visto Gainesville, Flórida (EUA) - 23:40 UTC                                                                                               |                                               |
| A Lua cruzando a região norte da penumbra, em torno do cone de sombra da Terra, de oeste para leste (da direita para a esquerda), com o disco lunar um pouco menos brilhante e com a parte sul da Lua levemente escurecido. |                                               |
| Gamma | +1,1508                                       |
| Saros (e membro) | 117 (52 de 72)                                |
| Sequência de eclipses lunares |                                               |
| Anterior | 25 de maio de 2013                            |
| Próximo | 15 de abril de 2014                           |
| Duração (hr:mn:sc) |                                               |
| Penumbral | 3:59:06                                       |
| Fases e Horários do Eclipse (UTC) |                                               |
| P1 | 21:50:41                                      |
| Máximo | 23:50:17                                      |
| P4 | 1:49:47 (19 de outubro)                       |

O eclipse lunar de 18 de outubro de 2013 foi um eclipse penumbral, o terceiro e último de três eclipses lunares do ano, e o segundo como eclipse penumbral. 
Teve magnitude penumbral de 0,7649 e umbral de -0,2718. A duração total foi de 239 minutos..
A Lua cruzou ao norte da sombra da Terra, na zona de penumbra, em nodo descendente, dentro da constelação de Peixes.
A penumbra terrestre encobriu boa parte do disco lunar, apenas a parte norte ficou externa à região. Mesmo assim, como a faixa penumbral alcançou mais da metade da esfera lunar, a Lua perdeu um pouco de seu brilho normal e o trecho sul da superfície ficou levemente escurecida, pois estava mais profundamente dentro da penumbra, voltada para a região de sombra. Os eclipses penumbrais são, de um modo geral, mais sutis e difíceis de serem percebidos visualmente.

## Série Saros
Eclipse pertencente ao ciclo lunar Saros de série 117, sendo este de número 52, num total de 72 eclipses na série. O eclipse anterior deste ciclo foi o eclipse penumbral de 8 de outubro de 1995, e o próximo será com o eclipse penumbral de 30 de outubro de 2031.

## Visibilidade
Foi visível sobre a África, Europa, Atlântico, grande parte das Américas e também da Ásia.
| Região do planeta onde foi visível durante o máximo do eclipse - 23:50 UTC. O noroeste da África, incluindo a parte oeste do Saara, obteve a melhor observação do meio do eclipse, de onde foi visível à meia-noite. | Gráfico do eclipse - NASA |
| Mapa de visibilidade do eclipse |                           |